# Epiclorohidrină
Epiclorohidrina este un compus organic, mai exact un epoxid clorurat, iar în ciuda denumirii sale nu este o halohidrină. Este un lichid incolor cu un miros puternic, similar cu cel de usturoi, moderat solubil în apă dar miscibil cu majoritatea solvenților organici polari. Este o moleculă chirală și se regăsește de obicei sub forma unui amestec racemic de enantiomeri S și R. Este un compus reactiv foarte electrofil, fiind utilizat la obținerea glicerolului, plasticelor, adezivilor și rășinilor epoxi și elastomerilor.

## Obținere
Epiclorohidrina este obținută tradițional plecând de la clorura de alil, proces ce are loc în două etape și începe cu reacția de adiție a acidului hipocloros, în urma căreia se obține un amestec de doi alcooli izomeri:
În a doua etapă, acest amestec este tratat cu o bază pentru obținerea epoxidului:

### Metode bazate pe glicerol
Epiclorohidrina a fost descrisă în anul 1848 de către Marcellin Berthelot. Compusul a fost izolat în timpul studierii unor reacții ce au loc între glicerol și acid clorhidric gazos. Procesele au fost ulterior dezvoltate. De exemplu, în procesul utilizat de Dow Chemical, glicerolul suferă o reacție de substituție când este tratat cu acid clorhidric în prezență de acid carboxilic pe post de catalizator. Se formează același intermediar ca în urma reacției dintre clorură de alil și acid hipocloros, deci acesta se tratează cu bază pentru a forma epiclorohidrina:

### Alte metode
Metodele care presupun un număr mai mic de intermediari clorurați au atras interes. Un exemplu de astfel de proces este reacția de epoxidare a clorurii de alil.